# Giovanni Bressan
Giovanni Battista Bressan (ur. 29 listopada 1861, zm. 2 lipca 1950) – włoski duchowny katolicki, osobisty sekretarz papieża Piusa X.

## Życiorys
Studiował w seminarium w Treviso, w którym rektorem i ojcem duchownym był Giuseppe Sarto. W roku 1884 otrzymał święcenia kapłańskie, zaś Sarto został biskupem Mantui i uczynił Bressana swoim osobistym sekretarzem. Następnie od roku 1893 Sarto był kardynałem i patriarchą Wenecji. W sierpniu 1903 kardynał Sarto został wybrany papieżem jako Pius X i zmarł w sierpniu 1914. Nowy papież Benedykt XV mianował Bressana kanonikiem w bazylice św. Jana na Lateranie. Kolejny papież Pius XI w roku 1929 skierował go do bazyliki św. Piotra na Watykanie, gdzie sprawował urząd sekretarza kapitulnego.